# Carcinarctia fasciata
Carcinarctia fasciata är en fjärilsart som beskrevs av Debauche 1942. Carcinarctia fasciata ingår i släktet Carcinarctia och familjen björnspinnare. Inga underarter finns listade i Catalogue of Life.